# 國語政策
國語政策是指中華民國政府治下的台灣，自第二次世界大戰結束後至1980年代末期所實施的國語推行政策。最初目的是為了讓台灣各個族群能使用做為國家通用語的現代標準漢語（即中華民國國語，下稱國語）來交流:14-4。然而以陳儀為首的國民政府官員在推行國語政策的過程中，沒有聽從語言學家的建議、也沒有實際了解台灣本省人難以適應國語政策的苦衷，持續以行政手段強硬執行，種下了二二八事件的火苗:14-2。1949年後，國共內戰失利的國民黨政府撤退到台灣並利用國語政策進一步用來鞏固該黨在台的統治權力。在台長期執政的國民黨政府，製造出了「國語、方言」的二元對立架構，導致在社會上說國語與說方言存在「文明」與「野蠻」的價值觀對立，最終導致許多說方言者因為自卑與歧視而放棄原有的語言，改說國語:14-5。
事实上，国语政策并非只针对台湾本土语言，也针对随國民黨政府来台的外省人；比如尽管在1970年代前，政府掌权者有大量江浙籍人士，但现在这些江浙籍人士的后裔母语也被国语取代了。台灣本土語言如客語與原住民族諸語已經瀕臨滅絕；台灣在地母語滅絕的程度以客語最為嚴重，其次分別為原住民族諸語及台語:43。國民黨政府長期以來實施包含國語政策在內等對於台灣本土文化的打壓，被認為是造成台灣在地母語流失的主要原因:14-4:14-5:14-7。
隨著1980年代末期台灣解嚴，各種台灣本土語言才獲得自由發展的空間。1993年，李登輝政府治下的中華民國教育部宣布「母語教育」將列入國中、國小的正式教學課綱，以選修的方式提供學生學習台語及客語。2000年，台灣歷經首次政黨輪替，陳水扁政府治下的中華民國教育部實施九年一貫課程，正式將台灣的鄉土語言納入課程之中:22-1。
2019年起於教育現場施行之12年國民基本教育，國小階段每週仍需修習5或6節國語課程（一、二年級6節，其餘5節）；國中階段每週5節；高中階段則需修習20學分的國語文課程（高一及高二共16學分，高三4學分）。與此相比，台灣語言與東南亞外國語一同視為「本土語文/新住民語文」課程，國小階段每週需修習1節；國中及高中階段則為選修課程。在國語政策的影響下，台灣本地社會使用的語言受到限制，在家庭中逐漸失傳。

## 目的
南京大學的相關文獻指出國語政策是國民黨政府在接管台灣初期於台灣實施的一個政策，目的是為了讓各個族群能使用同一種語言交流、並肅清日本留下的殖民文化，以恢復台灣人的中華文化和中華民族意識。
電視傳播媒體是當今社會對於族群語言文化傳承最具影響力的傳播形式。但過去國民黨政府長期不重視台灣各族群母語的傳播權及維護台灣其他語言族群文化的必要性。國民黨政府成立的台視、中視、華視的傳播語言都是中華民國國語。國民黨政府在台推行的語言傳播政策皆是基於語言歧視主義，刻意剝奪本土語言的教育和生存空間。

## 沿革
- 1946年台灣行政長官陳儀指示加強推廣官方訂定的中華民國國語（即官話，或稱為華語、普通話），後於該年4月2日成立「臺灣省國語推行委員會」，也在各縣市設立「國語推行所」（共12處），各置國語推行委員3到7人[10]:484、633。最初的國語政策，在於推行國語和禁止日語，尚未禁止使用本地方言。雖然委員會的主任委員魏建功提倡以保存母語（魏所指的對象是台灣話，或稱為台語、閩南話）的方式，推行國語，但這樣的政策並未落實，僅停留在試驗性質。[11][12]
- 1947年，國語推行所撤銷，改由縣市政府統轄國語推行員[10]:484。
- 1948年，臺灣省政府公布〈臺灣省各縣市國語推行委員會組織規程〉，在各縣市設立國語推行委員會[10]:484。同年10月25日，《國語日報》創刊[10]:484。
- 1951年頒令各級學校凡舉行各種集會口頭報告，必須使用國語。[13]
- 1953年臺灣省教育廳和新聞處以推行國語為由，禁止電影院設置台語通譯。省議員呂世明等人曾在省議會裡以缺乏通譯，觀眾無法了解劇情而請求解禁，但省府不同意。[6]
- 1953年，查禁方言歌曲（瑞成書局出版方言唱本九十二首）。隔年查禁竹林書局印行之方言唱本。[13]台語歌曲在日後幾乎銷聲匿跡，哼唱台語歌謠成了下里巴人的代名詞，被社會以次等公民對待。從那時開始，政府灌輸老師、學生：第一等人要唱英文歌、第二等人要唱國語流行歌；只有不入流的第三等人才會唱台語歌，並在學校被師長及同學認定為「沒水準」。在這樣的社會氛圍中，講台語成為一種羞恥，連交女朋友都成為幾乎不可能的任務。許多台語歌手和台語歌謠的詞曲創作家只能轉行謀生。台灣本土歌謠遭受重創。但即便如此，人們對於台灣本土歌謠的需求從未消失。很多已經改行的本土音樂人為日本歌曲填上台語歌詞，進一步促進了翻唱歌曲的普及，而這樣的風潮持續了好幾十年[14]。
- 1956年臺灣省政府函知各中等學校，學生多用方言，不用國語，應注意糾正。開始全面推行「說國語運動」，規定各機關、學校及公共場所一律使用國語，並開始提出「語言不統一，影響民族團結，說國語才是愛國」等口號，嚴格禁止日語，並壓抑台灣本地語言（台語、客語、原住民族語等語言）的流傳使用。[13][8][14]
- 1957年限制《教會公報》使用台語白話字。
- 1959年，教育部規定電影院放映國語片時不准加用台語通譯，違者將予糾正或勒令停業[6]。同年臺灣省政府為精簡機構，將臺灣省國語推行委員會改置於臺灣省教育廳之下，定名為「臺灣省教育廳國語推行委員會」，並縮小編制，工作範圍也縮小[10]:484。
- 1959年起，停止申設民營電台。
- 1963年行政院規定「播音語言應以國語為主」。教育部頒定〈廣播及電視無線電台節目輔導準則〉，第三條規定「廣播電視台對於國內的播音語言，以國語為主，方言節目不超過百分之五十。」[6]
- 1963年頒布《臺灣省公私立中小學加強推行國語注意事項》，其中規定播音器禁止播放方言和日語節目，並要求非外語科目的各科教學一律使用國語講解。[15]
- 1964年機關學校辦公時間，必須使用國語。
- 1966年，省政府通令各縣市政府各級學校加強推行國語計畫，規定各級學校師生必須隨時隨地使用國語；學生違犯者依獎懲辦法處理。禁止電影院播放方言、外語。嚴加勸導街頭宣傳勿用方言、外語。各級運動會禁止使用方言報告。嚴加勸導電影院勿以方言翻譯。[16]學生在學校講方言有可能會被老師處罰，根據訪談，在1966年就出現過“掛狗牌並繞行操場一圈」的處罰。[17][18]在政府壓抑說方言的政策下，校內會组纠察队，要求学生互相监视，一旦學生被抓到偷说台语除了會被罰款一元新台幣、還要接受“挂狗牌”到操場跳青蛙跳、罰站、打手心等體罰示眾。在那个年代，一碗阳春面的售價大約二元新台幣，顶着六月大太阳在田里拔一箩筐的花生八元，一元对一个小学生来说很大。當時的國民政府還规定各公家機關包含公營事業，只能以國語來溝通，違者同樣罰款一元並掛狗牌示眾。[2][9][14]
- 1970年，四川省立委王純碧在立法院教育委員會提醒來自天津市的教育部文化局局長王洪鈞：「長此下去，勢必導致國語消沈，方言猖獗。倘為企圖分化民族、割裂國土的政治野心家，利用語言的隔閡、陰謀不軌，則二二八事件又將重演，後果不堪設想，大可動搖國本，小則可逼遠地人無路可走而跳海。」山東省立委楊寶琳則獻策：「在推行國語、淘汰方言方面，政府應對電視事業作有計畫的要求，譬如今年國語發音節目佔百分之六十，明年則提高至百分之七十，後年為百分之八十，最後則完全淘汰方言。」[6]
- 1972年，教育部文化局電視公函通知三台，並分送文工會、司法行政部與警總：台語節目每天每台不得超過一小時，且必須分二次播出，午後及晚間各播一次。晚間六點半到九點半這三小時內，台語節目限由一台播映。三台每天播唱台語歌曲不得超過兩首。[6][19]
- 1973年（民國62年）核定台灣省各縣市「國語推行指導委員會組織章程」，教育部公佈「國語推行辦法」。[13]
- 1973年，電視節目由教育部文化局改歸行政院新聞局管理後，行政院新聞局將三台黃金時間輪播的台語連續劇，再緊縮為不准在晚間七點半後播出；甚至在國語節目中出現一句台語，也會被「糾正」。[6]
- 1975年，大連市立委穆超說：「方言有音沒有字，不能登大雅之堂。...講國語，用國語寫很好的文字，是做一個中國人的基本條件。...台灣同胞講閩南語，以整個中國大陸人口相較，數字很小，同時閩南語也是落後方言的一種，不必惋惜。」河北省立委吳延環堅持「自一九八六年元旦起，廣播電視節目不得以方言播出。」「廣播電視法」，規定「播音語言應以國語為主，方言應逐年減少」，實際上是要禁制消滅臺語等本土語言。[5][6][19]
- 1977年，行政院新聞局明定：「電台對國內廣播應用國語播音之比率，廣播電台不得少於55%；電視電台不得少於70%。使用方言播音應逐年減少，其所占比率，由新聞局視實際需要檢討訂定。」[19]
- 宋楚瑜於1979年至1987年擔任行政院新聞局局長及中國國民黨文化工作委員會主任時，進一步禁限台語歌及台語節目。1980年，他在立法院明確表示「今後各電視台台語節目將逐漸減少，到全部以國語播出為止。」在他任內，台語節目是最少的（在有限的台語節目時間裡還包括政令宣導節目）。[6][7]
- 1987年8月，臺灣省政府通令全省各國中、國小，要求不得再以體罰、罰錢、掛狗牌等不當手段處罰在校園內說方言的學生。[16]
- 1993年3月，內政部長與教育部長在立法院答詢時表示在繼續進行國家語文教育的同時，也會重視各族群文化特色，落實母語教育[20]:173。

## 影響

2010年台澎金馬六歲以上人口最大宗家用語言分佈圖。大部分臺北盆地、大部分台中市區、高雄市左營一帶、馬祖、幾乎所有原住民族地區乃至大部分桃竹客家地區，國語已為最廣用的家用語言（以藍色表示）

2010年台澎金馬六歲以上人口家用語言比例與年齡折線圖。年輕人有傾向使用國語，不用本土語言的趨勢

中華民國政府過去在臺灣強推，甚或用激烈政策推行國語（如《廣電法》第20條限制電台使用地方語言比例），並使之成為臺灣人的生活語言。國語政策已使絕大部分臺灣人掌握國語（約90%），外省人第二代後更是全用國語。根據語言學家洪惟仁等人於主要台鐵車站的調查，除了部份小型車站以外，國語的使用量大於40%，台北、桃園等北臺灣大站甚至超過60%，且認為國語有向其他地方語言（相對於國語的中、下層語言）擴張的趨勢。
臺灣雖然在解嚴後廢除國語政策、改行推廣本土語言（臺語、客語、原住民語言等），但是國語取代母語的趨勢仍然無法停止；許多年輕人的母語變成國語，許多二戰前後出生的中老年人母語非國語、但對兒童使用國語溝通，尤其以客家、原住民的年輕世代中更加明顯，而原本做為臺灣漢人主流語言的臺灣話亦面臨大量年輕人不通曉、或長期被汙名化，而瀕危。除了與長輩溝通，現代臺灣社會缺乏台語、客語與原住民語的使用環境，大多數人以國語、外語為第一、二的溝通語言，升學壓力讓學生家長過於功利不願意把精力花在母語上、主流社會仍受國語、國文用字習慣影響，而使傳統母語、俗語文加速式微。有鑑臺灣人母語能力一代一代地變差，近十多年來，本土社團不斷推行母語，許多臺灣母語也有相關的考試、認證和政策（如客語認證、閩南語認證）。然而，仍有學者預估，連各本土語言中最強勢的臺語，也恐於21世紀消失。

### 台語
1970年布袋戲《雲州大儒俠》收視率曾將近100%，節目本身的影響力非常大。國民黨政府看中其影響力，要求節目加入「中國強」的角色，力推其中國化、去台灣化政策，最後新聞局更以「妨害農工正常作息」，在第583集後強制停播這個台語節目。新聞局逐步減少台語節目時數，最終讓電視的所有節目都以國語播出，同時查禁台灣方言的歌曲。
解嚴後，有鑑於臺語媒體的缺乏，本土派人士推動成立公共性質的台語電視台，最終促成公視台語台於2019年開台。

### 客家話
羅肇錦曾在他1988年所著的《客語語法》說道：｢阿公講話孫子聽唔識，孫子講話阿公鴨聽雷，子孫三代，強強變到別種人，這款危機，繼續下去，客家只有消滅一條路。」
在黨外人士的努力之下，台灣變得逐步開放。1988年12月28日，部分客家裔人士發起「還我客家話運動」運動，爭取客家話的語言權。還我客語的三大訴求為：全面開放客語電視節目、修改廣電法廿條對方言之限制條款為保障條款、建立多元開放的語言政策。
客家母語促進會播放公益廣告，呼籲大眾『票投給支持語言平等／多元母語教育的候選人；在幼稚園小學國中，正課必修母語三堂。』
陳水扁政府上任後，採納客家母語促進會的多項訴求，客家委員會研擬語言公平法，並促成臺灣首個為特定母語族群服務的電視台——客家電視台的開台。
建立多元開放的語言政策，最終成了解嚴後臺灣政府的語言政策基本原則。

## 解嚴後民進黨政府的語言政策
2000年，民主進步黨贏得總統大選，臺灣本土政黨首次執政。陳水扁政府於2001年由教育部蒐集國外相關資料，整合《原住民族語言發展法》、《語言公平法》及中央研究院語言學研究所草擬之《語言文字基本法》等三草案，重新擬訂《語言平等法》草案，並尋求立法通過，但至2008年均因泛綠政黨席次未於國會（立法院）過半而受阻。
2016年，民主進步黨再次執政，已於國會過半之泛綠政黨與蔡英文政府執政下的文化部再度推動本土語言保護政策。2018年12月25日，立法院三讀通過《國家語言發展法》全文17條，並於2019年1月9日經總統令公布。

## 延伸閱讀
- 臺灣省國語推行委員會. . 臺灣省國語推行委員會. 1946-12  [2019-06-09]. （原始内容存档于2019-09-26）.
- 何容、齊鐵恨、王炬. . 臺灣省政府教育廳. 1948-12  [2019-06-09]. （原始内容存档于2019-10-05）.

## 文獻
1. 1 2 3 4 5 6 7  陶仁人. . 指導教授：陈蕴茜. 南京大学. 2007.
2. 1 2 3 4  張學謙、紀淑芬、顏淑君、戴煜德.  (PDF). 國立台東大學.   [2018-11-05]. （原始内容存档 (PDF)于2021-11-09）.
3. ↑  張學謙、紀淑芬、顏淑君、戴煜德.  (PDF). 國立台東大學.   [2018-11-05]. （原始内容存档 (PDF)于2021-11-09）.
4. ↑  曹逢甫. . 臺北: 文鶴. 1997. ISBN 957-9463-94-8.
5. 1 2 3 4 5 6 7 8 9  張學謙.  (PDF). 國立台東大學語教系.   [2018-11-05]. （原始内容存档 (PDF)于2019-06-09）.
6. 1 2 3 4 5 6 7 8 9  管仁健, 【書摘】《外省新頭殻》：國民黨要消滅的是台語，不是方言 （页面存档备份，存于）.新頭殼.2016-12-22
7. 1 2  新聞局65載 台灣民主歷程扮要角 （页面存档备份，存于）.公共電視.2012-05-15
8. 1 2 3 4 5  林永富. . 中時電子報. 2018-01-26  [2018-11-05]. （原始内容存档于2020-09-15） （中文）.
9. 1 2  林于弘 國立台北師範學院語文教育學系副教授.  (PDF). ntcu.edu.tw.   [2018-11-05]. （原始内容存档 (PDF)于2021-11-09）.
10. 1 2 3 4 5  劉寧顏（總纂）、林文龍、程大學、胡鍊輝. . 臺灣省文獻委員會. 1993-06-30. ISBN 957-00-2484-4.
11. ↑  林育辰.  (PDF). 環球科技人文學刊. 2021, 27: 19–31  [2024-01-05]. （原始内容存档 (PDF)于2023-03-29）.
12. ↑  梅家玲.  (PDF). 臺灣文學研究集刊. 2010, 7: 125–159  [2024-01-05]. （原始内容存档 (PDF)于2024-01-05）.
13. 1 2 3 4  .   [2024-01-05]. （原始内容存档于2024-01-05）.
14. 1 2 3  杜文靖.  (PDF). 1995-09  [2018-11-05]. （原始内容存档 (PDF)于2021-11-09）.
15. ↑  陳美如. . 國家科學委員會研 究彙刊：人文及社會科學. 1997, 7 (2): 198–219  [2024-01-05]. （原始内容存档于2024-01-05）.
16. 1 2  陳南君.  (PDF). 國立政治大學臺灣史研究所. 2013  [2024-01-05]. （原始内容存档 (PDF)于2024-01-05）.
17. ↑  . 國家文化記憶庫.   [2024-01-06]. （原始内容存档于2024-01-06）.
18. ↑  . 國家文化記憶庫.   [2024-01-06]. （原始内容存档于2024-01-06）.
19. 1 2 3  禁不住的禁歌25》台語歌曲所遭受的雙重禁制 （页面存档备份，存于）.中央廣播電臺 Radio Taiwan International.2018-07-15
20. ↑  李西勳. . 《臺灣文獻》. 2010-09-31, 第46卷 (第3期): 173－208頁.
21. 1 2  洪惟仁, , 淡江大學, 2002  [2014-02-02], （原始内容存档于2014-12-27）（論文發表於各國語言政策學術研討會――多元文化與族群平等）
22. ↑  .   [2014-07-12]. （原始内容存档于2020-11-03）.
23. ↑  羅肇錦1988 《客語語法》，臺北：臺灣學生書局，修訂再版
24. ↑  中央廣播電臺. . 中央廣播電臺. 2018-12-25  [2018-12-25]. （原始内容存档于2018-12-25） （中文（臺灣））.
25. ↑  制定國家語言發展法 （页面存档备份，存于），中華民國總統府